# A14 (motorväg, Schweiz)
A14 är en motorväg i Schweiz som går mellan Luzern och Cham.